# Блумер, Герберт
Ге́рберт Блу́мер (7 марта 1900, Сент-Луис, США — 13 апреля 1987) — американский социолог и социальный психолог. Главный редактор American Journal of Sociology (1940—1952). Основатель Чикагской школы символического интеракционизма.

## Биография и научные взгляды
В 1925—1952 годах работал в Чикагском университете, где занял место своего учителя Дж. Г. Мида, с 1952 года — в Калифорнийском университете в Беркли. В 1955 году занимал пост президента Американской социологической ассоциации.
Блумер утверждал, что значение любого понятия (объекта) возникает исключительно в самом социальном взаимодействии, а не определяется свойствами объекта. Объект есть то, что он значит в ожидаемом и реальном социальном взаимодействии, а чтобы понять жизнь группы нужно идентифицировать мир её объектов в терминах значений этой группы. 

«В несимволическом взаимодействии человеческие существа непосредственно реагируют на жесты и действия друг друга, в символическом взаимодействии они интерпретируют жесты друг друга и действуют на основе значений, полученных в процессе интеракции». (Цит. по Г. М. Андреева, Н. Н. Богомолова, Л. А. Петровская. Символический интеракционизм // Социальная психология: Хрестоматия: Учебное пособие для студентов вузов / Сост. Е. П. Белинская, О. А. Тихомандрицкая. — М: Аспект Пресс, 2003. — С. 112. ISBN 5-7567-0236-9)
Методологический подход Блумера предполагал предпочтение в исследовании содержательных понятий, не операциональных.
Выделял пять стадий становления коллективного представления о социальной проблеме:
1. возникновение социальной проблемы
2. легитимация проблемы
3. мобилизация действий в отношении проблемы
4. формирование официального плана действия
5. трансформация официального плана в ходе его эмпирического осуществления.

Блумер принадлежал к Чикагской школе символического интеракционизма (Анселм Стросс, Тамотцу Шибутани [Tamotsu Shibutani]). Другую ветвь символического интеракционизма, т. н. «айовскую школу», возглавлял профессор Университета штата Айова М. Кун (вместе с Т. Партлендом), находившийся на менее ортодоксальных позициях в толковании наследия Дж. Г. Мида, нежели Блумер. 

«Для первой характерен интерес к процессуальному аспекту взаимодействия, к моменту становления социальных вещей и явлений, для второй — акцент на изучение стабильных, „ставших“ символических структур». ([Ионин Л. Г.] Символический интеракционизм // Современная западная социология: Словарь. — М.: Политиздат, 1990. — C. 310. ISBN 5-250-00355-9)
Так же близкими к традиции символического интеракционизма называют социодраматическое направление (К. Берк, И. Гофман, Х. Данкен) и работы Говарда С. Беккера (Howard S. Becker), автора «теории стигматизации».

### Английская библиография
Библиография работ Г. Блумера на сайте «The Mead Project», где также доступны его тексты.
- Movies and Conduct (1933)
- Movies, Delinquency, and Crime (1933)
- The Human Side of Social Planning (1935)
- Social Psychology, Chapter 4 in Emerson Peter Schmidt (ed.) Man and Society: A Substantive Introduction to the Social Science. New York, Prentice-Hall (1937)
- Critiques of Research in the Social Sciences: An Appraisal of Thomas and Znaniecki’s «The Polish Peasant in Europe and America» (1939)
- Symbolic Interactionism: Perspective and Method (1969)
- Kenneth Baugh, Jr. The Methodology of Herbert Blumer. 1990. ISBN 0-521-38246-7

### Русская библиография
- Блумер, Г. Общество как символическая интеракция (.doc) // Современная зарубежная социальная психология: тексты / Под ред. Т. М. Андреевой, Н. Н. Богомоловой, Л. А. Петровской. — М.: Изд-во МГУ, 1984. — С. 173—179.
- Блумер, Г. Коллективное поведение / Пер. Д. Водотынского // Американская социологическая мысль: Тексты / Сост. Е. И. Кравченко; под В. И. Добренькова. — М.: Изд-во МГУ, 1994. — С. 90-115. ISBN 5-211-03099-0 — Пер. Blumer H. Collective Behavior. Chapt. XIX—XXII / New Outline of the Principles of Sociology. — N. Y., 1951. — P. 167—221.
- Блумер, Г. Социальные проблемы как коллективное поведение / Пер. И. Ясавеева // Контексты современности-II: Актуальные проблемы общества и культуры в западной социальной теории: Хрестоматия / Сост. и общ. ред. С. А. Ерофеева; 2-е изд., доп. и перераб. — Казань: Изд-во Каз. ун-та, 2001. — (Программа TEMPUS (TACIS)). — С. 150—159. ISBN 5-7464-0681-3
- Блумер, Г. Символический интеракционизм. / Пер. А. Корбута. — М.: Элементарные формы, 2017. — 346 с. ISBN 978-5-9500244-1-2
- Фотев, Г. Герберт Блумер: символический интеракционизм // Современная американская социология. — С. 146—156.
- Хэммерсли, М. Проблема понятия: Герберт Блумер о соотношении между понятиями и фактами // Социальные и гуманитарные науки. Отечественная и зарубежная литература: РЖ. Сер. 11, Социология. — 1993. — № 1. — С. 10-15.